# Collapsed in Sunbeams
Collapsed in Sunbeams è il primo album in studio della cantante britannica Arlo Parks, pubblicato nel 2021.

## Tracce
1. Collapsed in Sunbeams – 0:54
2. Hurt – 3:36
3. Too Good – 3:41
4. Hope – 4:30
5. Caroline – 3:26
6. Black Dog – 3:48
7. Green Eyes – 3:18
8. Just Go – 3:06
9. For Violet – 3:32
10. Eugene – 3:34
11. Bluish – 3:14
12. Portra 400 – 2:56

Tracce Bonus Edizione Internazionale/Deluxe
1. Cola (lofi lounge) – 3:40
2. Hurt (lofi lounge) – 3:42
3. Black Dog (lofi lounge) – 4:23
4. Black Dog (Poem) – 1:06
5. Bags (lofi lounge) – 1:27
6. Moon Song (lofi lounge) – 4:52
7. Baby Blue (lofi lounge) – 2:38
8. Ivy (lofi lounge) – 5:24